# Новопаволоцкое
Новопаволоцкое (укр. Новопаволоцьке) — посёлок, входит в Попельнянский район Житомирской области Украины.
Население по переписи 2001 года составляло 144 человека. Почтовый индекс — 13543. Телефонный код — 4137. Занимает площадь 0,3 км². Код КОАТУУ — 1824780302.

## Местный совет
13543, Житомирська обл., Попільнянський р-н, с.Андрушки, вул.Жовтнева,1